# موهوب الغزواني
موهوب الغزواني (و. 1946) هو لاعب كرة قدم مغربي شارك في كأس العالم لكرة القدم 1970. سجل هدفاً للمغرب في تلك البطولة، وهو الهدف الذي قلب تأخر المغرب أمام بلغاريا (في الشوط الأول) إلى تعادل (في الشوط الثاني)، وهو أول تعادل يحققه فريق أفريقي في بطولة كاس العالم على الإطلاق.

## مصدر
ويكيبيديا الإنجليزية

## روابط خارجية
- موهوب الغزواني على موقع الاتحاد الدولي (مؤرشف)  (الإنجليزية)
- موهوب الغزواني على موقع قاعدة بيانات كرة القدم.إي يو (الإنجليزية)
- موهوب الغزواني على موقع أوليمبيديا (الإنجليزية)